# Літній палац Гвєзда
Літній палац Гвє́зда (чеськ. letohrádek Hvězda, летоградек Гвєзда — «літній палац Зірка») — палац, споруджений як мисливський будиночок Фердинандом Тірольським, сином короля Фердинанда I, в однойменному заповіднику в празькому районі Лібоц.

## Опис

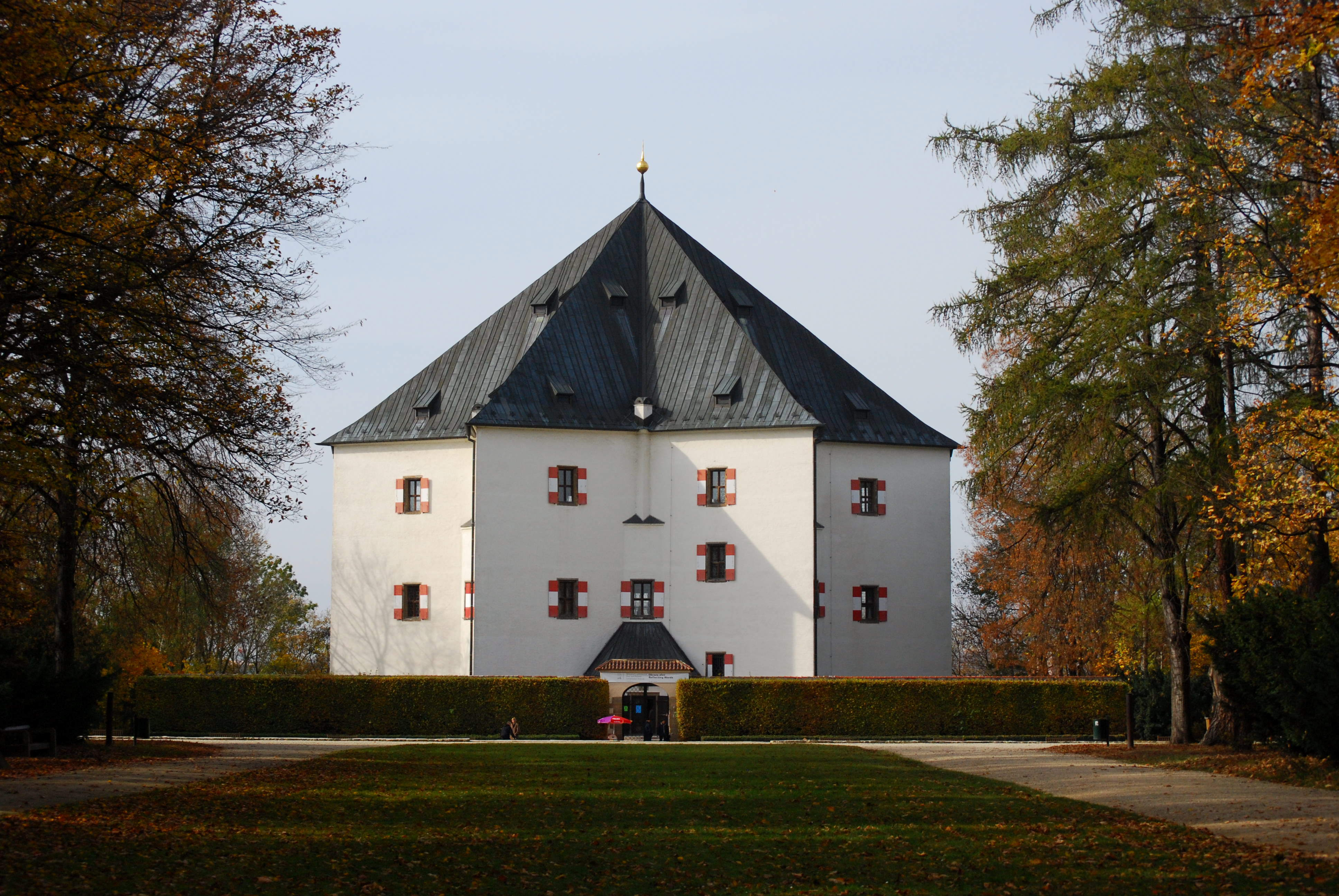
Letohrádek Hvězda

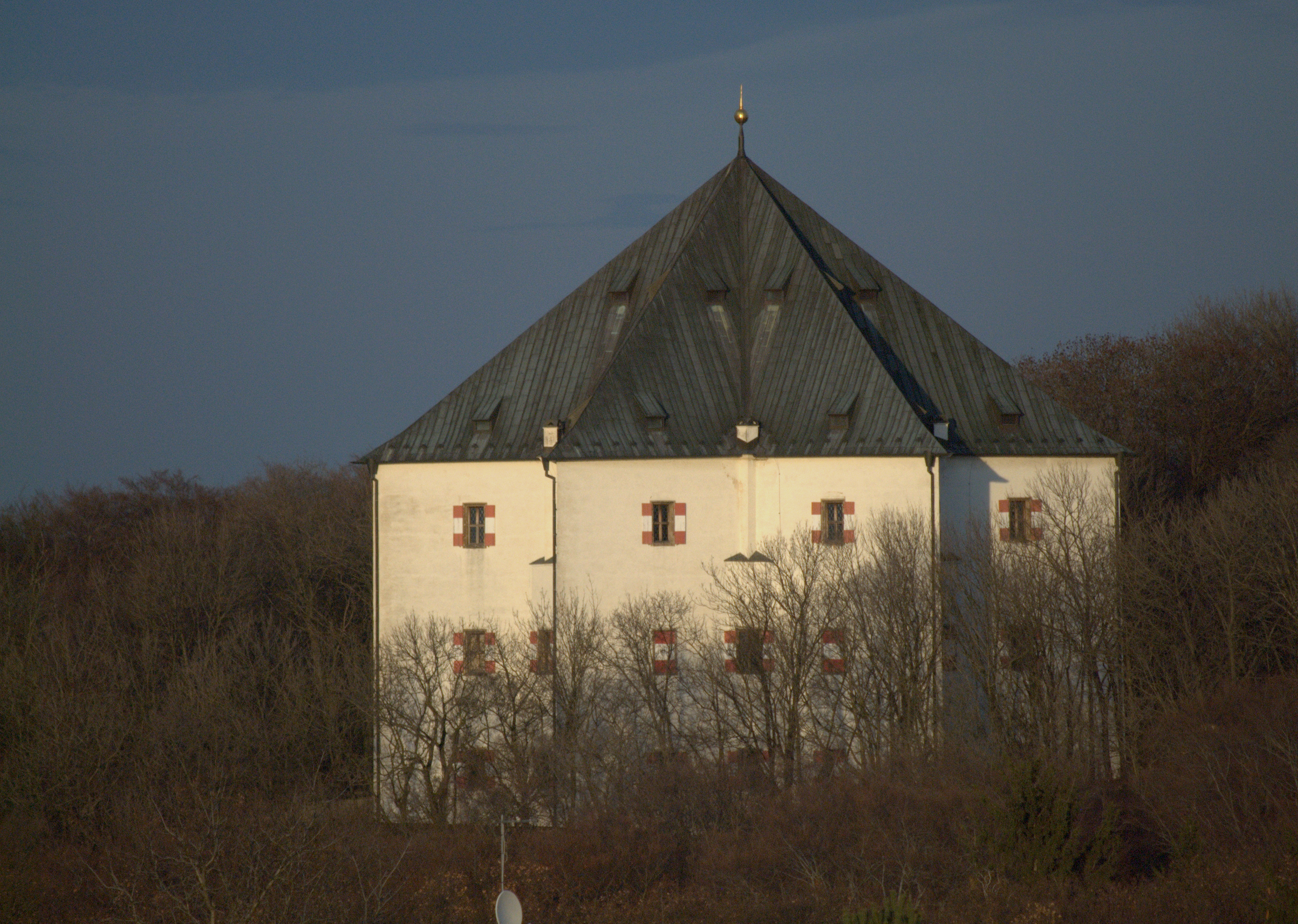
View of the villa from Bílá Hora

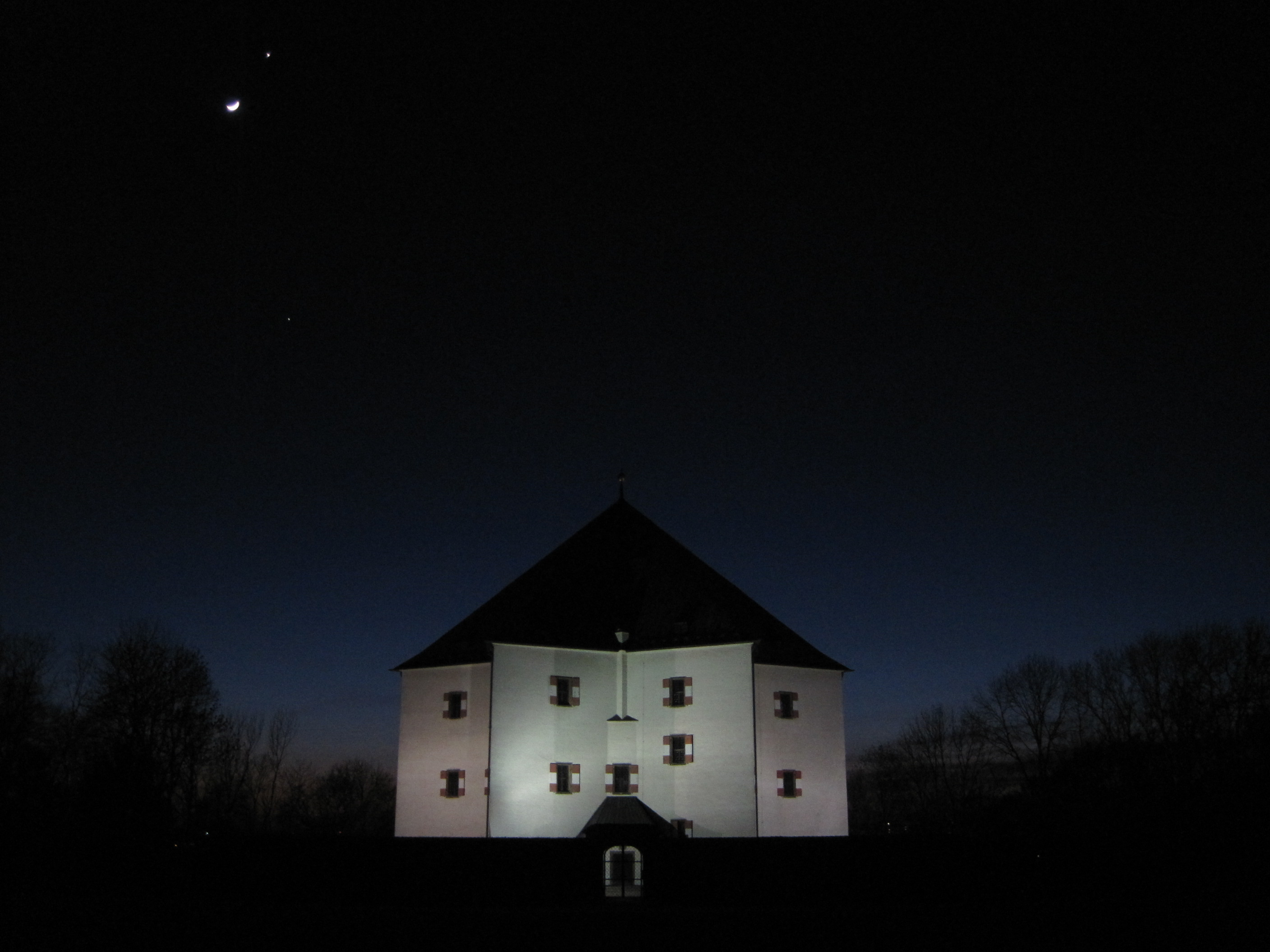
Star Summer Palace at night

Літній палац розташовується в районі Лібоц на місці, де раніше знаходився ліс Малєй. У 1534 році Фердинанд I перекупив ділянку цього лісу у Бржевновського монастиря і заснував там мисливський заповідник. Спочатку він був огороджений тільки дерев'яним парканом, в 1541–1563 рр. було зведено кам'яні мури з брамою, через які йшов шлях до Празького Граду. У 1574 році була побудована ще одна брама. Остання брама Святої Маркети була зведена лише в 1723 році.
Палац має форму шестикутної зірки, звідки й походить назва пам'ятки. Форма зірки виходить з уявлень про ідеальну фортецю і нагадує форму бастіону. У плані структура утворена перетином двох рівносторонніх трикутників на зразок зірки Соломона.
У внутрішньому оздобленні будівля багато прикрашена стуко. Згодом це стало властиве для ренесансних і барокових будівель. Будівничі використали мотиви античної міфології.

## Історія
Початковий план будівлі (зберігаються в Інсбруку) намалював сам ерцгерцог Фердинанд Тірольський, великий поціновувач мистецтва. Він був освіченою людиною, цікавився архітектурою; в його бібліотеці знаходились твори Вітрувія і Серліо. Перший камінь поклав сам Фердинанд Тірольський 27 червня 1555 року. У 1555 році будівництво вів Джованні Марія Аосталлі. Однак він не затримався на цій посаді: вже в наступному році роботи виконував італієць Джованні Луккезе. Спочатку роботи велися під керівництвом Ганса Тіроля, з 1556 року — Боніфація Вольмута. До 1558 році Вольмут побудував зал для гри в м'яч на терасі під павільйоном.
У 1556–1560 роках італійські художники прикрасили нижній поверх стуко, скульптурами і орнаментами в античному стилі. У 1562 році художники Матей Ягодка, Якуб Вотіх, Ян Пеквіста і Полак Спарго розписали стіни верхнього залу, але з часом ці розписи зникли. У 1558 році в літньому замку були влаштовані урочистості з нагоди офіційного утвердження Фердинанда I імператором Священної Римської імперії. Наступні торжества тут були проведені в 1562 році з нагоди становлення Максиміліана II королем Богемії, потім Матіаша в 1611 році.

## Битва на Білій горі
У 1619 році в літньому замку з почестями зустріли нового короля Фрідріха Пфальцького. 7 листопада 1620 роки там були зібрані війська, але на наступний день значна їх частина була відправлена назад до Праги, щоб солдати могли наїстися і напитися. У цей час католицькі війська провели удар, який став останньою фазою битви на Білій Горі.

## Подальша доля літнього палацу
Фердинанд II наказав відновити замок. Перший поверх зробили житловим, другий відвели для урочистостей. Придворний художник Йонас Фальк (Jonas Falck) розписав стіни залу на другому поверсі зображенням битви. Імператор Фердинанд III вирішив відреставрувати будівлю, щоб він міг прийняти німецьких курфюрстів в 1652 році. Серед гостей був і Карл Людвіг.
20 листопада 1741 року в будівлі провів ніч Карл Альбрехт Баварський. Наступного дня він змушений був переїхати в Бржевновський монастир. Через рік в 1742 році французькі війська вирубали дубову алею, що веде до Праги. У 1744 році Фрідріх II провів в літньому замку дві ночі, ще раз приїхав в 1757 році. Він організував тут головний штаб своєї армії.
До часів правління Марії Терезії у мисливському заповіднику містилися дикі тварини, але постійна присутність військ їх практично знищила. У 1780 році Йосип II наказав організувати в літньому замку військовий склад. У 1797 році мисливський заповідник стали перетворювати в парк. На початку XIX століття він став парковою зоною. Армійське керівництво залишило замок тільки в 1866 році. Незабаром військові повернулися і знову організували склади боєприпасів. У 1874 році склади ліквідували, а палац визнали історично цінною будівлею.

## Сучасність
Головна чотириповерхова будівля збереглася до наших днів без змін, якщо не брати до уваги заміну даху в середині XVII століття. Тоді було виготовлено високий дах з ліхтарем, але і він був замінений в 1780 році на варіант, який залишився там до цього часу. У 1948 році проведені реставраційні роботи за проектом Павла Янака. З 1962 року будинок є національною пам'яткою культури Чехії. Наразі в ньому знаходиться експозиція, присвячена Битві на Білій Горі.